# 北京晋翼会馆
北京晋翼会馆，位于北京市东城区小江胡同30号，原是清朝山西省翼城县布商行会会馆。

## 简介
晋翼会馆建于清朝雍正十一年（1733年），为山西省翼城县人士集资购置兴建，作为翼城县布商行会会馆。到中华民国时期，该会馆的用途已非布商行会会馆，而是翼城县在北京的会馆，既是翼城县在北京人士的聚会场所，也供翼城县来北京人士持函免费居住。该会馆有瓦房32间，灰房12间。中华人民共和国初期，该会馆被收归国有。
2004年，该会馆被列为崇文区第三次文物普查登记项目。2009年，该会馆整体建筑被政府修缮完工。2011年8月16日，刘老根会馆正式开业。刘老根会馆利用了前门历史文化保护区的原建筑，仅临街兴建了一栋3层楼，其他部分则是租借并改造的6个四合院，其中就包括晋翼会馆。此时，晋翼会馆仅余两进院子，占地面积1100余平方米。在刘老根会馆正式开业前夕，文物保护人士曾一智向东城区文化委员会实名举报刘老根会馆涉嫌破坏晋翼会馆的文物原状。这引起了舆论的广泛关注。此后不久，刘老根会馆拆除了在晋翼会馆内加建的部分建筑，但文物原状依然未能全部恢复。2014年9月，刘老根会馆关闭。

## 建筑
根据《中国文物地图集·北京分册》记载的晋翼会馆原貌，晋翼会馆坐东朝西。大门内是南北对称的小型四合院各一座。后院正中是一座勾连搭合瓦卷棚顶的房屋，其中供奉着神像，两侧均有厢房。